# Neeme Järvi
Neeme Järvi (Tallinn, 7 giugno 1937) è un direttore d'orchestra estone naturalizzato statunitense.

## Biografia

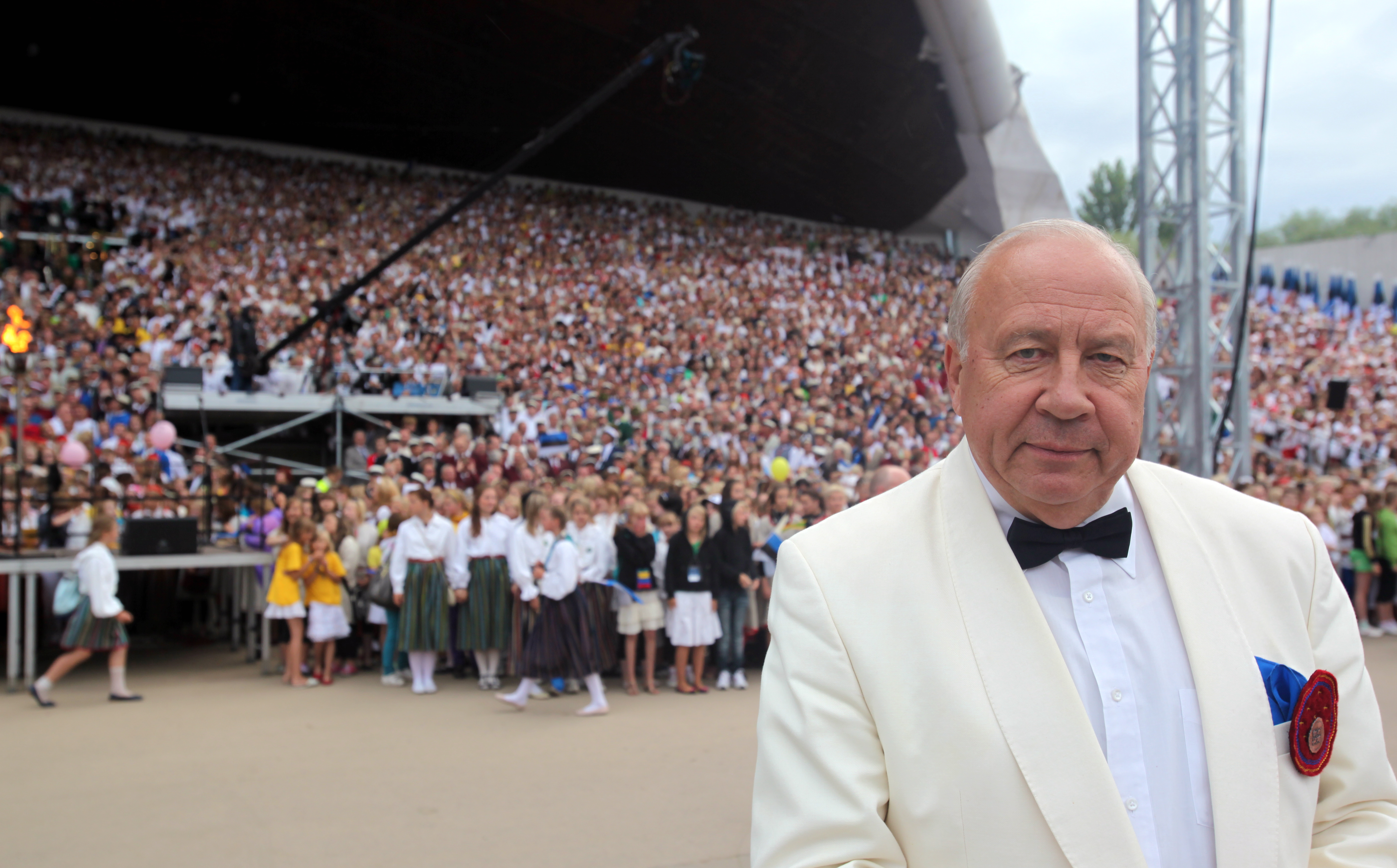
Neeme Järvi al Festival della canzone estone (Üldlaulupidu)

Järvi iniziò gli studi musicali a Tallinn diplomandosi in strumenti a percussione e in musica corale e direzione di coro. Successivamente a Leningrado frequentò i corsi di direzione orchestrale tenuti da Evgeny Mravinsky. Iniziò a dirigere alla Estonian Radio and Television Symphony Orchestra, per poi passare alla Estonian National Symphony Orchestra ed all'Opera di Tallinn (1963-1974). Nel 1971 vinse il primo premio al Concorso per direttori d'orchestra indetto dalla Accademia Nazionale di Santa Cecilia di Roma. Nel 1980 Järvi preferì emigrare negli Stati Uniti con la sua famiglia e divenne cittadino statunitense nel 1987.
Nel 1982, divenne direttore principale della Göteborg Symphony Orchestra, e vi rimase per 22 anni, il più lungo incarico direttoriale per quella orchestra. Durante la direzione a Göteborg, l'orchestra andò incontro ad una vera e propria rinascita. Egli contribuì ad assicurare la sponsorizzazione con la Volvo che consentì all'orchestra di portare l'organico da 80 a 110 elementi. Rimase al suo posto a Göteborg fino al 2004, ed ora è stato insignito del titolo di direttore principale emerito.
Contemporaneamente, Järvi fu anche direttore principale della Royal Scottish National Orchestra (RSNO) fra il 1984 ed il 1988. In quel tempo, si riferiva alle due orchestre come le sue "Berliner Philharmoniker" (RSNO) e "Wiener Philharmoniker" (Göteborg). Con la RSNO, fece una serie importante di incisioni per la Chandos, specialmente cicli di composizioni di Prokofiev e Dvořák, ma anche dei poemi sinfonici di Strauss e di varie opere di Shostakovich come le Sinfonie n. 4, 7 e 10, e dei due concerti per violino con Lydia Mordkovitch. Dopo un concerto come direttore ospite nel 2006, dopo 9 anni di assenza, venne nominato direttore emerito.
Negli USA, Järvi divenne direttore musicale della Orchestra sinfonica di Detroit nel 1990 e vi rimase fino al 2005 quando venne nominato direttore emerito. Nel novembre 1996, Järvi diresse un concerto delle orchestre riunite di Orchestra di Filadelfia e New York Philharmonic a Camden NJ, per raccogliere fondi per l'Orchestra di Filadelfia che era in pessime condizioni finanziarie. Egli rifiutò il suo compenso e non venne pagato per la sua prestazione professionale. Ricevette grandi elogi, da parte dell'orchestra, per il suo gesto di sensibilità verso gli orchestrali, creando però grande risentimento fra i manager delle orchestre statunitensi che lo avevano sconsigliato di dirigere questo concerto.
Järvi divenne direttore musicale della New Jersey Symphony Orchestra (NJSO) nel 2005, con un contratto di tre anni. Nel marzo 2009, terminato il contratto come direttore, ha deciso di rimanere come consulente musicale con la clausola che diverrà direttore emerito dell'orchestra alla scadenza del mandato.
Järvi è direttore principale della Het Residentie Orkest de L'Aia, dal settembre 2005, con un contratto di quattro anni. Nel febbraio 2008, la Residentie Orchestra annunciò l'estensione del contratto fino al 2011.
Dal 2012 dirige l'Orchestre de la Suisse Romande con un contratto fino al 2015.
Järvi e sua moglie Liilia hanno tre figli, i direttori d'orchestra Paavo Järvi e Kristjan Järvi, e la flautista Maarika Järvi. Dopo la loro emigrazione negli Stati Uniti, la famiglia Järvi si stabilì a Rumson. Successivamente, i coniugi decisero di trasferirsi a New York City.

## Discografia parziale
- Grieg, Conc. pf./Musica orchestrale - Zilberstein/Järvi/Göteborg, 1986/1993 Deutsche Grammophon
- Grieg, Holberg/Melodie/Danze norvegesi/Pezzi lirici - Järvi/Göteborg SO, 1992 Deutsche Grammophon
- Grieg, Peer Gynt (sel.) - Järvi/Bonney/Eklöf, Deutsche Grammophon
- Grieg, Complete Music With Orchestra - Göteborgs Symfoniker/Neeme Järvi, 2001 Deutsche Grammophon
- Kodaly: Dances of Galanta, Hary Janos Suite, Peacock Variations - Chicago Symphony Orchestra/Neeme Järvi, 1990 Chandos
- Miaskovsky, Symphony No. 6 - Göteborgs Symfoniker/Neeme Järvi, 2002 Deutsche Grammophon
- Nielsen, The Six Symphonies - Göteborgs Symfoniker/Neeme Järvi, 2005 Deutsche Grammophon
- Part, Fratres/Tabula rasa/Sinf. n. 3 - Shaham/Anthony/Järvi, 1997 Deutsche Grammophon
- Prokofiev, Peter and the Wolf/Cinderella (Excerpts) - Lina Prokofiev/Neeme Järvi/Scottish National Orchestra, 1987 Chandos
- Prokofiev, Violin Concerto No. 1 - Göteborgs Symfoniker/Ilya Gringolts/Neeme Järvi, 2004 Deutsche Grammophon
- Prokofiev, The Fiery Angel - Göteborgs Symfoniker/Neeme Järvi, 2005 Deutsche Grammophon
- Rimsky-Korsakov, Sinf. n. 1-3/Capriccio/Pasqua - Järvi/Göteborg SO, 2002 Deutsche Grammophon
- Shostakovich, Symphonies Nos. 2 & 3 & The Bolt - Göteborgs Symfoniker/Neeme Järvi, 2001 Deutsche Grammophon
- Sibelius, Sinf. n. 5, 7/Karelia suite - Järvi/Göteborg SO, 1992/2003 Deutsche Grammophon
- Sibelius, Tone-poems - Göteborgs Symfoniker/Neeme Järvi, 2005 Deutsche Grammophon
- Tchaikovsky, Mazeppa - Anatoly Kotscherga/Göteborgs Symfoniker/Neeme Järvi/Sergei Leiferkus, 2006 Deutsche Grammophon
- Tchaikovsky, Borodin & Rimsky-Korsakov: Overture "1812" and Other Russian Favorites - Gothenburg Symphony Orchestra/Neeme Järvi, 1990 Deutsche Grammophon
- Barcarolle, Favourite Opera Intermezzi - Göteborgs Symfoniker/Neeme Järvi, 1990 Deutsche Grammophon